# Oblation (Rechtswesen)

Oblation ist ein Begriff des Rechtswesens und bezeichnet die freiwillige Übernahme einer rechtlichen Verpflichtung oder Übergabe eines Rechtstitels.
Bei der mittelalterlichen „oblatio feudi“, der sog. Lehnsauftragung, übertrug jemand, um sich unter den Schutz eines mächtigeren Lehnsherrn zu begeben, diesem sein Allod zum Eigentum, um es dann von jenem als Lehen zurückzuempfangen.
Von einer „oblatio litis“ spricht man, wenn jemand einen Rechtsstreit als Beklagter übernimmt, ohne der eigentliche Beklagte zu sein, beispielsweise bei der Prozessführung für einen Schutzbefohlenen (lege agere pro tutela).